# Marcilly-la-Gueurce
Marcilly-la-Gueurce is een gemeente in het Franse departement Saône-et-Loire (regio Bourgogne-Franche-Comté) en telt 122 inwoners (1999). De plaats maakt deel uit van het arrondissement Charolles.

## Geografie
De oppervlakte van Marcilly-la-Gueurce bedraagt 10,9 km², de bevolkingsdichtheid is 11,2 inwoners per km².
De onderstaande kaart toont de ligging van Marcilly-la-Gueurce met de belangrijkste infrastructuur en aangrenzende gemeenten.

## Demografie
Onderstaande figuur toont het verloop van het inwonertal (bron: INSEE-tellingen).